# Society for Constitutional Information
La Society for Constitutional Information est une organisation activiste britannique fondée en 1780 par le major John Cartwright pour promouvoir les Reform Acts (en).

## Histoire
Organisation de réformateurs sociaux, beaucoup d'entre eux sont issus de la communauté dissidente rationnelle et se consacre à la publication de traités politiques visant à éduquer leurs concitoyens sur leurs anciennes libertés perdues. Elle promeut le travail de Thomas Paine et d'autres militants en faveur des réformes parlementaires (Reform Acts). La plupart des membres de la Society for Constitutional Information sont également opposés à la traite négrière.
La Société prospère jusqu’en 1783, mais ne fait que peu de progrès par la suite. L'organisation a activement promu Rights of Man de Thomas Paine et d'autres publications radicales, et sous la direction de John Horne Tooke a collaboré avec d'autres sociétés réformatrices, métropolitaines et provinciales, comme la London Corresponding Society, avec laquelle elle s'est réunie en 1794 pour discuter d'autres congrès nationaux ainsi que pour la production de nombreux pamphlets et périodiques. Après la répression gouvernementale et les procès pour trahison de 1794 en octobre, au cours desquels les dirigeants seront acquittés, l'organisation cesse de se réunir.